# Sophronica fuscifrons
Sophronica fuscifrons là một loài bọ cánh cứng trong họ Cerambycidae.